# Anna Brucháčková
Anna Brucháčková (* 21. ledna 2005, Mikulov) je česká florbalistka, reprezentantka, bronzová medailistka z mistrovství světa 2023, juniorská vicemistryně světa z roku 2022 a jedna z nejlepších hráček světa. V nejvyšší české florbalové soutěži hraje od roku 2022 za Bulldogs Brno.

## Klubová kariéra
Brucháčková s florbalem začínala v klubu FRC Mikulov. V roce 2017 přestoupila do oddílu Bulldogs Brno. Až do dorostenecké kategorie hrála v chlapeckých týmech.
V Extralize žen nastoupila poprvé v sezóně 2022/2023, ve které hned byla druhou nejproduktivnější hráčkou soutěže a byla vyhlášena nejužitečnější hráčkou ligy. Ocenění obhájila i v další sezóně.

## Reprezentační kariéra

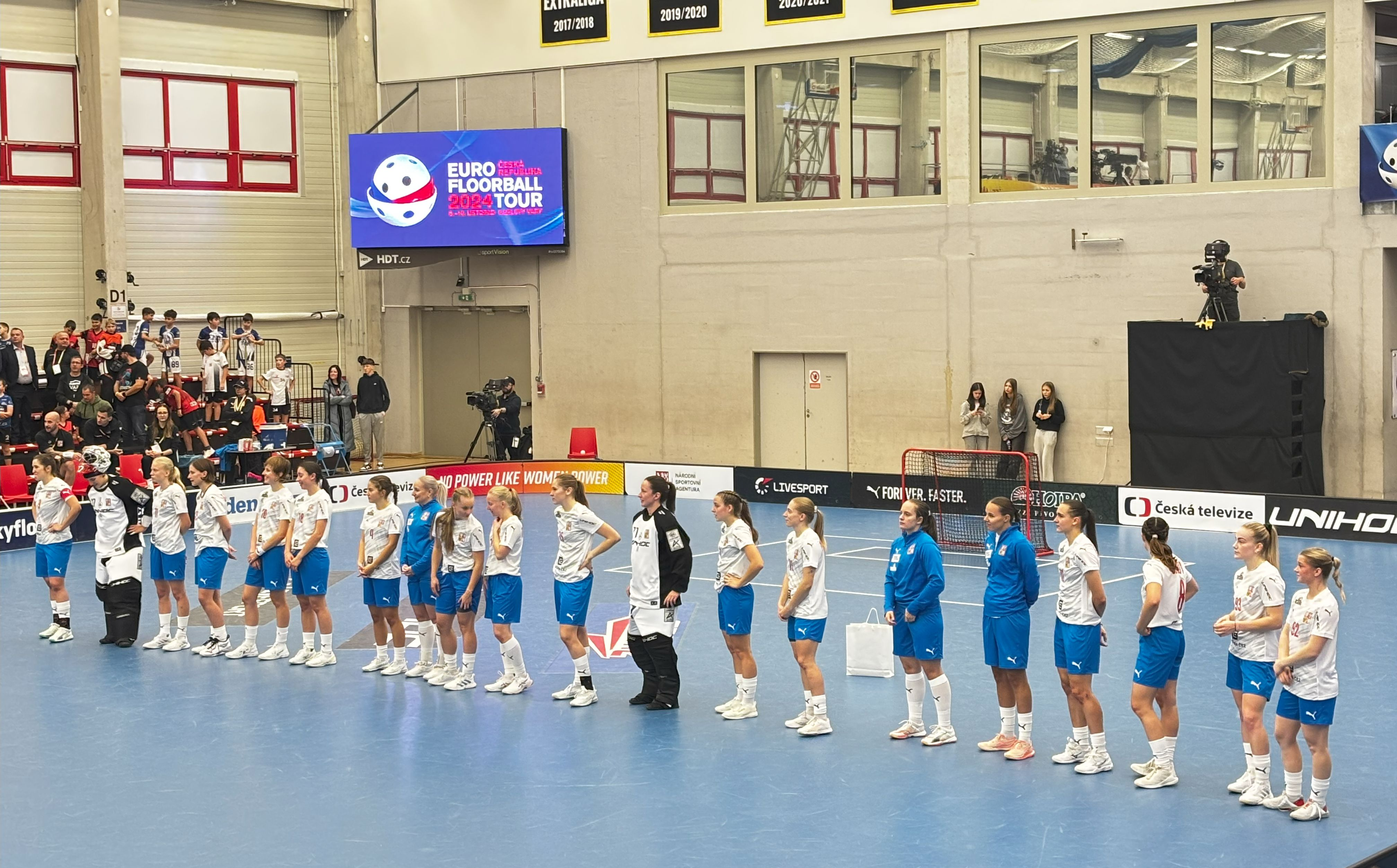
Brucháčková (osmá zprava) s národním týmem na Euro Floorball Tour v listopadu 2024 v Karlových Varech

Brucháčková reprezentovala Česko na juniorském mistrovství světa 2022, kde Češky získaly první stříbrné medaile. Ve finále proti Švédsku nastřílela hattrick.
Za ženskou reprezentaci hraje od roku 2022. V září 2023 na Euro Floorball Tour přispěla asistencí k první české porážce Švédska v historii. Na turnaji skončily na druhém místě.
Na mistrovství světa žen Brucháčková hrála poprvé na šampionátu v roce 2023, kde Češky získaly po 12 letech druhý český bronz v historii. Brucháčková k tomu přispěla mimo jiné brankou a asistencí na vítězný gól Keprtové v zápase o třetí místo. Celkově byla nejproduktivnější hráčkou týmu.
| Umístění         | Soutěž                                           |
| ---------------- | ------------------------------------------------ |
|                  | Mistrovství světa ve florbale žen do 19 let 2022 |
| Bronzová medaile | Mistrovství světa ve florbale žen 2023           |

## Ocenění
V letech 2023 a 2024 byla zvolena nejlepší českou juniorkou sezóny a nejužitečnější hráčkou Extraligy žen.
Švédským florbalovým serverem Innebandymagazinet byla za rok 2023 vybrána za sedmou nejlepší hráčku světa. V devatenácti letech se tak stala nejmladším hráčem tohoto žebříčku v historii.